# Delta Apodis
Désignations
δ1 Aps :  HD 145366, HIP 80047, HR 6020, CD-78 712, CPD-78 1092, FK5 1424, SAO 257380

Delta Apodis (en abrégé δ Aps) est une étoile double de la constellation australe de l'Oiseau de paradis. Ses composantes sont désignées, d'une part, δ1 Apodis ou δ Apodis A et, d'autre part, δ2 Apodis ou δ Apodis B. Toutes les deux sont des étoiles de cinquième magnitude et sont donc visibles à l'œil nu.

## Description

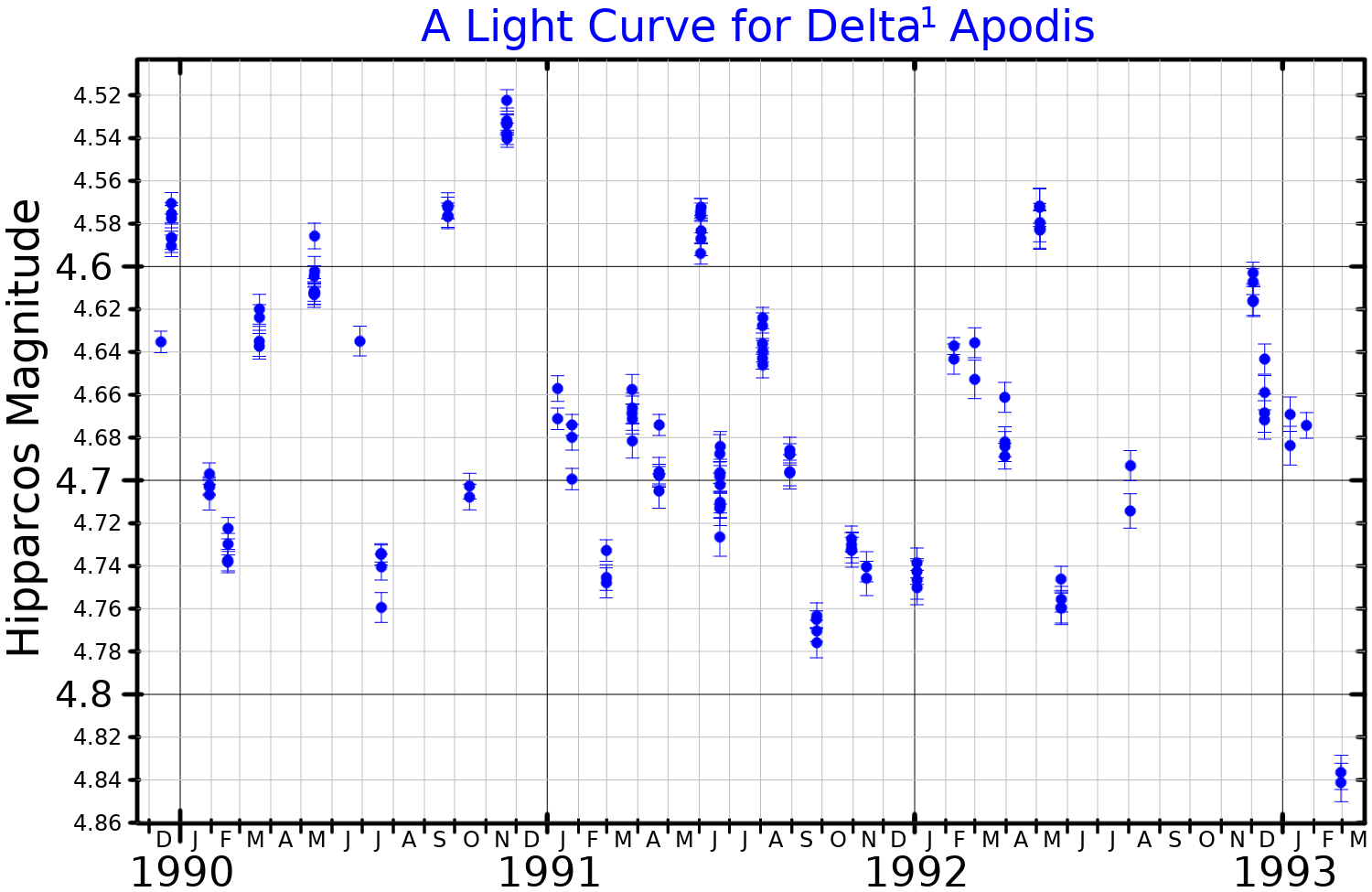
Courbe de lumière de δ Apodis, tracée à partir des données du satellite Hipparcos.

En 2016, la paire présentait une séparation angulaire de 103,4 secondes d'arc, ce qui est assez éloigné pour que ses deux étoiles puissent être séparées individuellement par une personne qui possède une bonne acuité visuelle. D'après la mesure de leurs parallaxes annuelles par le satellite Gaia, δ1 Apodis est distante d'approximativement ∼ 620 a.l. (∼ 190 pc) de la Terre, tandis que δ2 Apodis est située à environ ∼ 563 a.l. (∼ 173 pc) de la Terre.
δ1 Apodis, la plus brillante des deux, est une étoile variable dont la magnitude apparente varie entre 4,66 et 4,87. C'est une géante rouge évoluée de type spectral M4 III qui est classée comme une variable semi-régulière avec des périodes de pulsation détectées de 68,0, 94,9 et de 101,7 jours,.
δ2 Apodis brille quant à elle à une magnitude apparente de 5,27. C'est une étoile géante rouge de type spectral K3 III, qui est 557 fois plus lumineuse que le Soleil.